# Предоставяне на други финансови услуги, без застраховане и допълнително пенсионно осигуряване
Предоставянето на други финансови услуги, без застраховане и допълнително пенсионно осигуряване е подотрасъл на финансовите услуги.
Той обхваща разнородни финансови дейности извън извършваните от банки, холдинги и инвестиционни фондове – финансов лизинг, бързи кредити, търговия за собствена сметка на финансовите пазари, факторинг, суап, хеджиране, дейност на заложни къщи, управление на фондове за рисков капитал и други.
Към 2017 година в България секторът има обем на продажбите около 554 милиона лева и над 15 хиляди заети.